# Гусаков Петро Евтихиєвич
Петро Евтихиєвич Гусаков (31 грудня 1920—20 грудня 1995) — майор внутрішніх військ МВС СРСР, учасник Німецько-радянської війни, Герой Радянського Союзу (1944).

## Біографія
Петро Гусаков народився 31 грудня 1920 на хуторі Троїцький (нині — Андроповський район Ставропольського краю) в сім'ї селянина. Закінчив п'ять класів початкової школи, після чого працював в колгоспі. У 1940 році Гусаков був призваний на службу в Робітничо-селянську Червону армію. Служив у Львові. З першого дня Великої Вітчизняної війни — на її фронтах. Брав участь у боях на державному кордоні СРСР, в районі Золочіва отримав важке поранення, лікувався в госпіталі п'ять місяців. У червні 1942 року Гусаков був направлений в 38-ту стрілецьку дивізію 28-ї армії Південно-Західного фронту. Брав участь у боях на Дону, Сталінградській битві. У бою біля селища Тундут вдруге був поранений. У січні 1943 року повернувся на фронт, брав участь у довершенні розгрому оточених німецьких військ у Сталінграді, Курській битві, визволенні Сумської та Полтавської областей Української РСР. До вересня 1943 року старший сержант Петро Гусаков був помічником командира взводу 343-го стрілецького полку 38-ї стрілецької дивізії 40-ї армії Воронезького фронту. Відзначився під час битви за Дніпро.
24 вересня 1943 року Гусаков одним із перших переправився через Дніпро в районі села Григорівка Канівського району Черкаської області. На західному березі десант захопив плацдарм і окопався на ньому. Німецькі війська почали проти радянських підрозділів ряд контратак. У бою Гусаков замінив собою загиблого кулеметника, а коли противник прорвався до позицій тих, що обороняються, взяв участь у рукопашній сутичці. Десант відбив чотири німецьких контратаки, що сприяло успішній переправі через Дніпро радянських піхотних і танкових підрозділів.
Указом Президії Верховної Ради СРСР від 10 січня 1944 року за «успішне форсування Дніпра, міцне закріплення плацдарму на його західному березі та проявлених при цьому відвазі та геройству» старший сержант Петро Гусаков був удостоєний високого звання Героя Радянського Союзу із врученням ордена Леніна та медалі «Золота зірка» за номером 1164.
В одному з наступних боїв на Україні Гусаков отримав поранення. Після виписки з госпіталю Гусаков поступив на навчання в Тамбовське військово-піхотне училище, яке закінчив у 1946 році. Служив у внутрішніх військах НКВС / МВС СРСР, з 1949 року — в прикордонних. У 1960 році в званні майора Петро Гусаков вийшов у відставку. Проживав і працював в Одесі.
Помер 20 грудня 1995, похований на Другому Християнському кладовищі.
Був також нагороджений орденом Вітчизняної війни 1-го ступеня та медалями.